# Austrozele spinosus
Austrozele spinosus är en stekelart som först beskrevs av Sharma 1982.  Austrozele spinosus ingår i släktet Austrozele och familjen bracksteklar. Inga underarter finns listade.